# 276 Adelheida
276 Adelheida (mednarodno ime je tudi 276 Adelheid) je asteroid v glavnem asteroidnem pasu. Kaže značilnosti dveh tipov asteroidov (tipa C in tipa P).

## Odkritje
Asteroid je odkril astronom Johann Palisa (1848 –1925) 17. aprila 1888 na Dunaju.

## Lastnosti
Asteroid Aldeheida obkroži Sonce v 5,49 letih. Njegova tirnica ima izsrednost 0,072, nagnjena pa je za 21,645 ° proti ekliptiki. Premer asteroida je 121,60 km, okoli svoje osi se zavrti v  6,32 h .
Asteroid je verjetno sestavljen iz preprostih ogljikovih snovi.